# Zuidelijke blauwoorglansspreeuw
De zuidelijke blauwoorglansspreeuw (Lamprotornis chloropterus elisabeth) is een zangvogel uit de familie Sturnidae. Eerder werd deze vogel beschouwd als een aparte soort maar bij een taxonomische herziening in 2025 is het een ondersoort geworden van de blauwoorglansspreeuw.

## Verspreiding en leefgebied
De zuidelijke blauwoorglansspreeuw  komt voor van Tanzania tot Zimbabwe. Het is een vogel van bossavanne en ander typen half open bosgebieden en ook wel agrarisch gebied. Buiten de broedtijd ook wel in steden en tuinen. Komt voor in kustgebieden, maar ook wel in heuvelland tot op 1700 m boven zeeniveau (in Malawi).